# American Dreamz
American Dreamz es una película estadounidense del año 2006, dirigida por Paul Weitz, que hace parodias acerca del gobierno de los Estados Unidos y los famosos programas de concursos American Idol, Factor X, Idols, The Voice, Popstars, Protagonistas de la música, La Academia, Operación Triunfo, etcétera.

## Argumentos
Martin Tweed (Hugh Grant) es el presentador del show de concursos American Dreamz, en el que un grupo de personas compiten para ganar fama y fortuna. Para seguir estando en el primer lugar de audiencia decide contratar a gente rara. Entre los concursantes están Sally Kendoo (Mandy Moore), la típica rubia tonta de pueblo cuyo sueño es ser famosa y Omer Obeidi (Sam Golzari), un iraquí espía fanático de los musicales de Broadway.
Por otro lado, el presidente de los Estados Unidos, Joseph Staton, (Dennis Quaid) pasa por sus horas de baja popularidad después de su reelección, por lo que su consejero lo lleva al show como jurado para la gran final. Los terroristas iraquíes ven una buena oportunidad para deshacerse del Presidente, colocando un cinturón bomba a Omer, aunque para ello debe estar en la final. Además, Sally, quien no soporta a su novio William Williams (Chris Klein), debe seguir con él si quiere conseguir el voto de los televidentes.

## Trivia
- La actriz Carmen Electra hace un cameo como ella misma.
- Mandy Moore fue la elección original de Weitz para Sally Kendoo.
- Las escenas del interior de la Casa Blanca fueron filmadas en el set de The West Wing.